# Andrew!!!
| Recensione | Giudizio |
| ---------- | -------- |
| AllMusic   | [ 1 ]    |

Andrew!!! è un album discografico di Andrew Hill, pubblicato dalla casa discografica Blue Note Records nell'aprile del 1968.

## Tracce
Tutti i brani composti da Andrew Hill.
Lato A
1. The Groits – 6:00
2. Black Monday – 8:50
3. Duplicity – 6:05

Lato B
1. Le serpent qui danse – 6:50
2. No Doubt – 4:20
3. Symmetry – 7:10

- Brano A1: nell'ellepì originale è riportato come The Groits, nell'edizione su CD porta invece il titolo di The Griots (nel bonus track su CD ricompare con il titolo The Groits)

Edizione CD del 2005, pubblicato dalla Blue Note Records (0946 3 11 4338 2 3)
Tutti i brani composti da Andrew Hill.
1. The Griots – 6:02
2. Black Monday – 8:54
3. Duplicity – 6:09
4. le serpent qui danse – 6:53
5. No Doubt – 4:20
6. Symmetry – 7:06
7. The Groits – 5:04 – Bonus Track - Alternate Take
8. Symmetry – 6:31 – Bonus Track - Alternate Take

## Musicisti
- Andrew Hill - pianoforte
- John Gilmore - sassofono tenore (eccetto nel brano: The Griots)
- Bobby Hutcherson - vibrafono
- Richard Davis - contrabbasso
- Joe Chambers - batteria[3]

Note aggiuntive
- Alfred Lion - produttore
- Michael Cuscuna - produttore riedizione su CD
- Registrato il 25 giugno 1964 al Rudy Van Gelder Studio di Englewood Cliffs, New Jersey (Stati Uniti)
- Rudy Van Gelder - ingegnere delle registrazioni
- Reid Miles - fotografia copertina frontale album e design album
- Don Heckman - note retrocopertina album[4][5]